# Villard-Reculas
 Villard-Reculas  es una población y comuna francesa, en la región de Ródano-Alpes, departamento de Isère, en el distrito de Grenoble y cantón de Le Bourg-d'Oisans.

## Demografía
| 34 | 23 | 14 | 15 | 52 | 57 |
| Para los censos de 1962 a 1999 la población legal corresponde a la población sin duplicidades (Fuente: INSEE [Consultar]) |    |    |    |    |    |